# Plano de Ação Conjunto Global
O Plano de Ação Conjunto Global (em inglês: Joint Comprehensive Plan of Action - JCPOA; em persa: رنامه جامع اقدام مشترک‎‎ب) é um acordo internacional acerca do programa nuclear iraniano firmado em 14 de julho de 2015 entre a República Islâmica do Irã, o P5+1 e a União Europeia. 
As negociações formais em torno do Plan de Ação Conjunto Global tiveram início com a adoção do "Plano de Ação Conjunto", uma medida provisória firmada entre o Irã e o P5+1 em novembro de 2013. Nos meses seguintes, o Irã e os países do P5+1 iniciaram negociações acerca da expansão das medidas, chegando a um acordo nuclear em abril de 2015 e, posteriormente, culminando num acordo final em julho de 2015. 
Sob o acordo, o Irã concordou em eliminar suas reservas de urânio enriquecido, eliminar 98% de suas reservas de urânio enriquecido e reduzir em aproximadamente dois-terços o números de centrifugadores de gás num período máximo de treze anos. Nos próximos quinze anos, espera-se que o Irã enriqueça urânia a somente 3.67%. O Irã também concordou em não construir usinas especializadas em energia nuclear durante o mesmo período de tempo. As atividades com urânia enriquecido serão limitadas a uma usina durante dez anos. Outras usinas serão reformadas para evitar riscos de proliferação. Monitorando as atividades energéticas do país, a Agência Internacional de Energia Atómica (AIEA) terá acesso regular às usinas nucleares iranianas. O acordo prevê ainda que o Irã deverá receber a suavização de sanções dos Estados Unidos, União Europeia e do Conselho de Segurança das Nações Unidas.
A 8 de Maio de 2018 o presidente dos EUA, Donald Trump, afirmou que irá sair do acordo.

## Negociações
O acordo entre o P5+1+UE e o Irã é resultado de mais de vinte meses de negociações "árduas" entre os países envolvidos.
O acordo é posterior ao Plano de Ação Conjunto, um acordo interino entre os Países P5+1 e o Irã firmado em 24 de novembro de 2013 em Genebra. O "Acordo de Genebra", como é chamado foi um acordo provisório, no qual o Irã concordou em retroceder parcialmente seu programa nuclear em troca de suavização em algumas sanções internacionais promovidas pelo Ocidente. O acordo entrou em efeito em 20 de janeiro de 2014. Ambas as partes concordaram em estender suas conversações até novembro do mesmo ano e posteriormente até julho do ano seguinte.
Uma acordo nuclear com o Irã foi firmada em 2 de abril de 2015. Sob esta medida, o Irã concordou em aceitar as restrições em seu programa nuclear, o que levaria cerca de uma década para ser concluído, além de submeter-se às inspeções internacionais. Estes detalhes foram negociados a partir de julho de 2015. As negociações acerca de um Plano de Ação Conjunto Global foram estendidos diversas vezes até o acordo final, o Plano de Ação Conjunto, foi finalmente alcançado em 14 de julho de 2015. O PACG é baseado no acordo de três meses antes. 
Subsequentemente, as negociações entre as partes prosseguiram. Em abril de 2014, um acordo estrutural foi firmado em Lausanne, Suíça. Em seguida, uma intensa agenda de negociações foi implantada pelos países envolvidos, com a última reunião multilateral tendo ocorrido em Viena, no Palácio Coburgo, ao longo de 17 dias. Sob variadas análises, as negociações parecerem deteriorar-se em alguns momentos, mas prosseguiram até um consenso. Como culminância, o Secretário de Estado dos Estados Unidos John Kerry pediu confirmações de que o Ministro de Relações Exteriores iraniano, Mohammad Javad Zarif, estaria autorizado (pelo Presidente e pelo Guia Supremo) a firmar um acordo.
Finalmente, em 14 de julho de 2015, todas as partes envolvidas concordaram em firmar um acordo nuclear. Pouco tempo depois, o acordo foi anunciado ao público. [carece de fontes?]

### Signatários

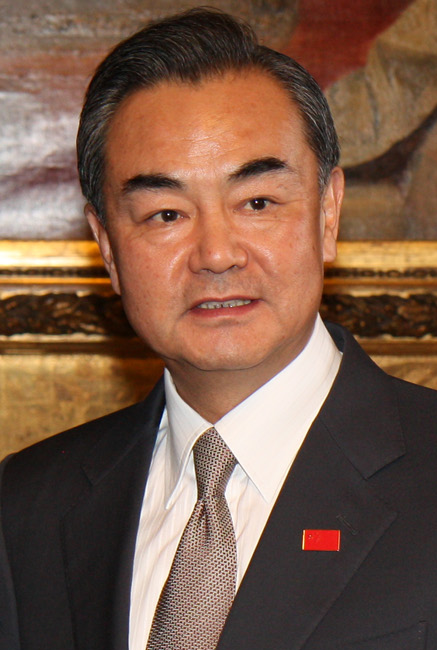
CHN Wang Yi
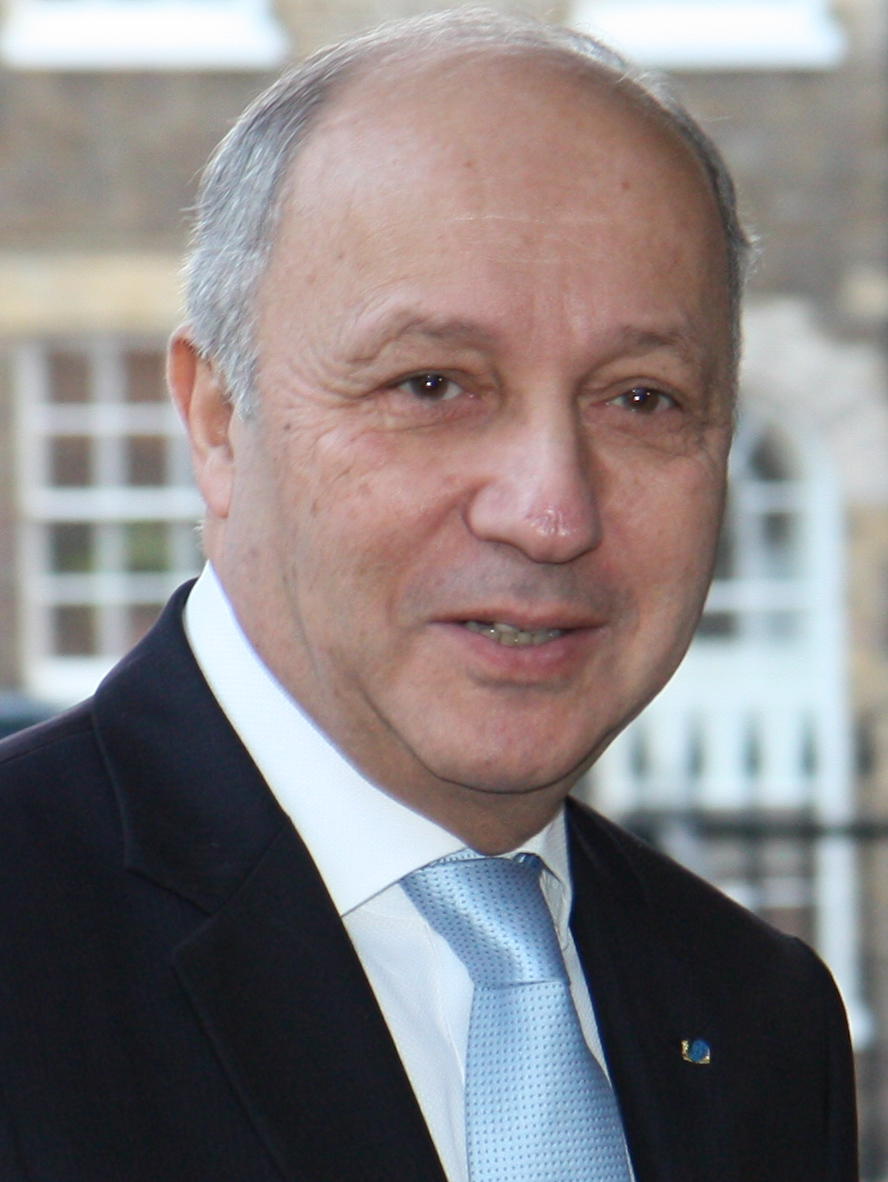
FRA Laurent Fabius
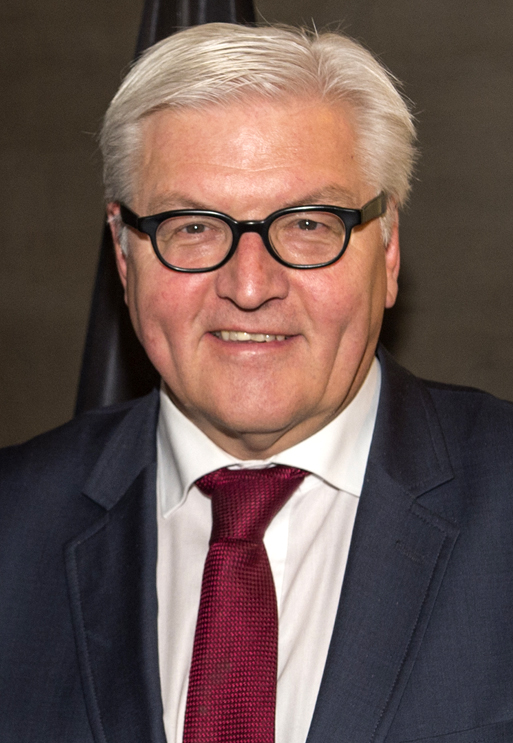
DEU Frank-Walter Steinmeier
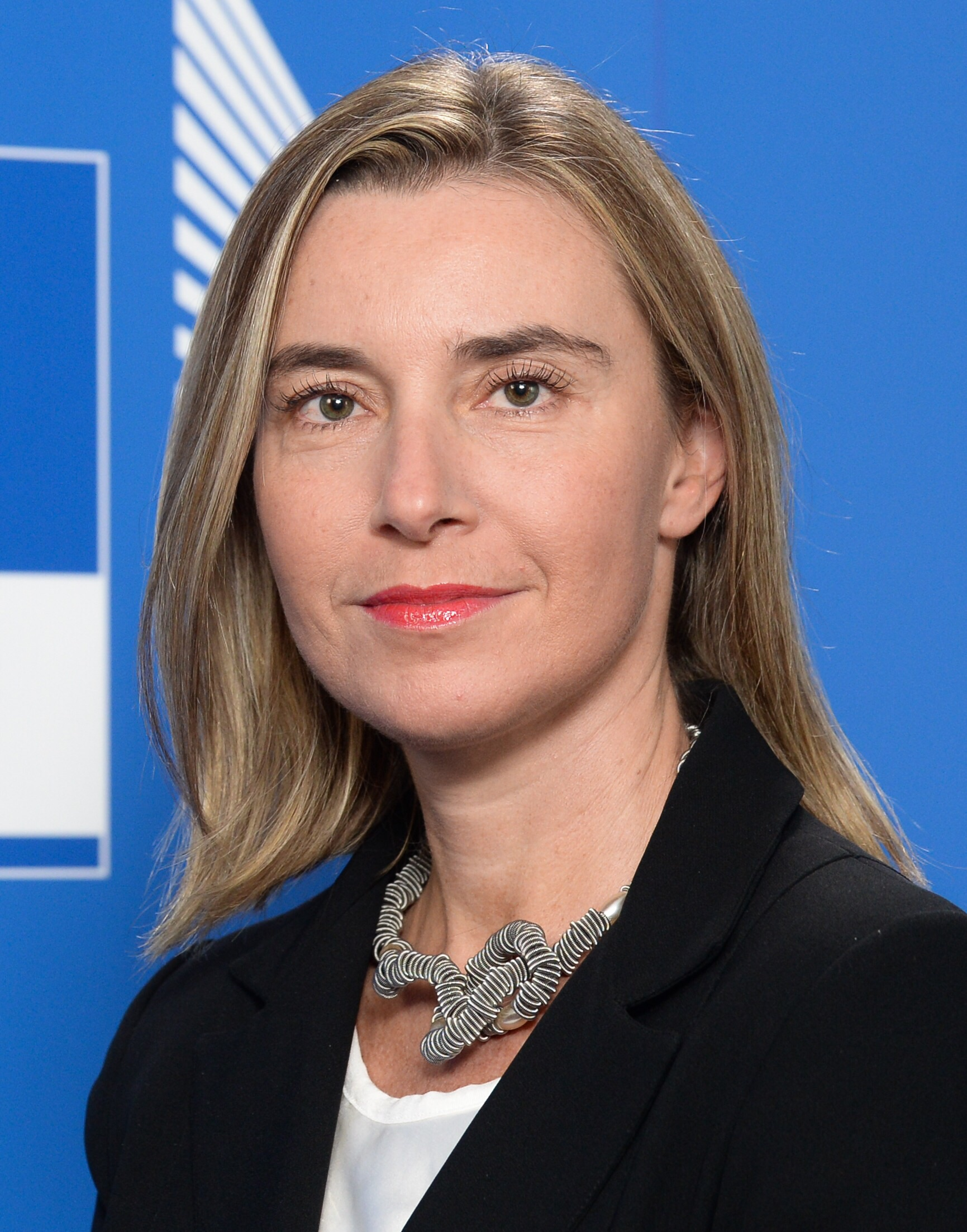
' Federica Mogherini
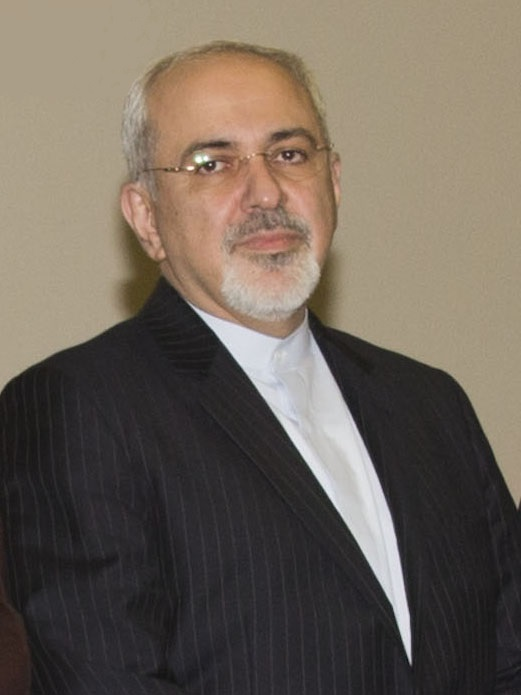
IRN Mohammad Javad Zarif
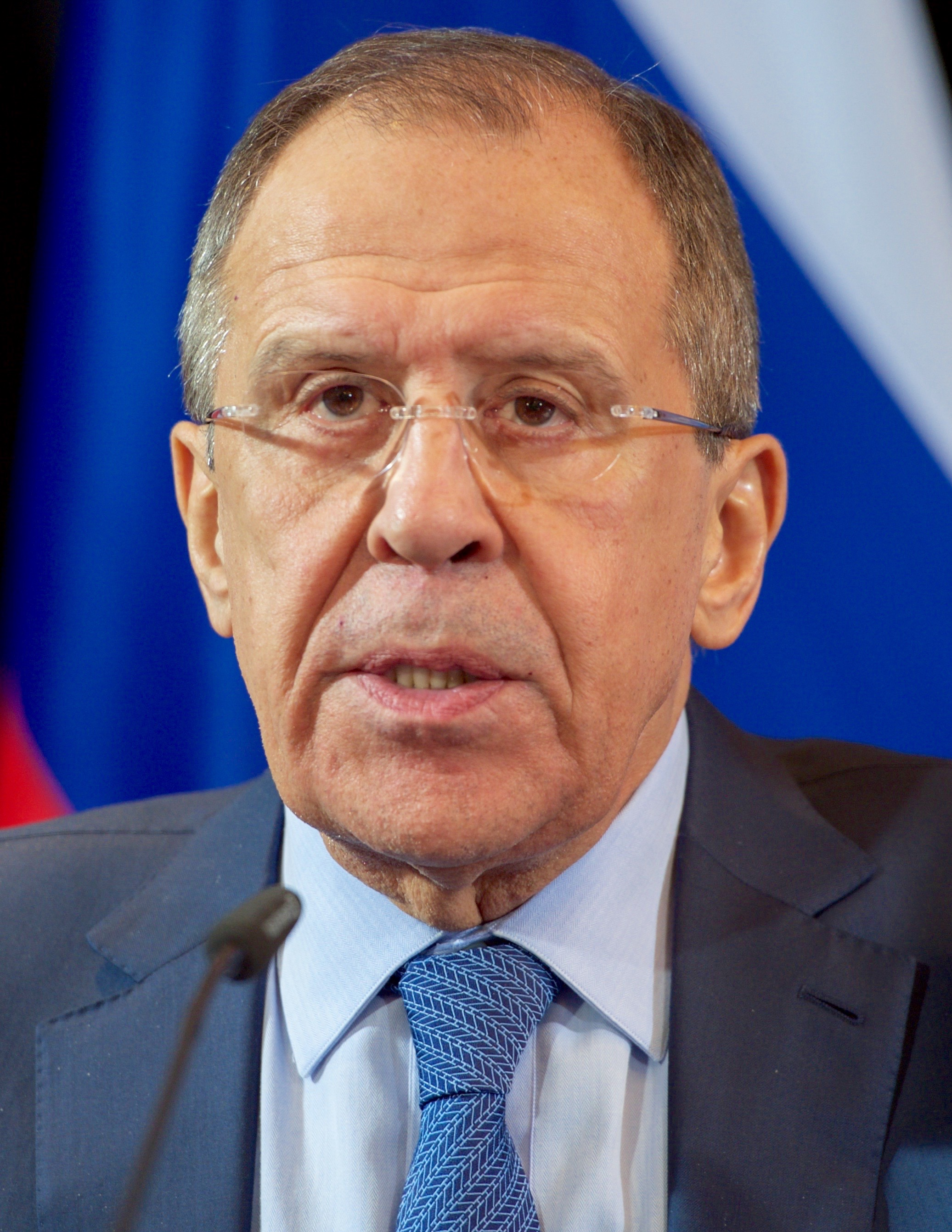
RUS Sergey Lavrov
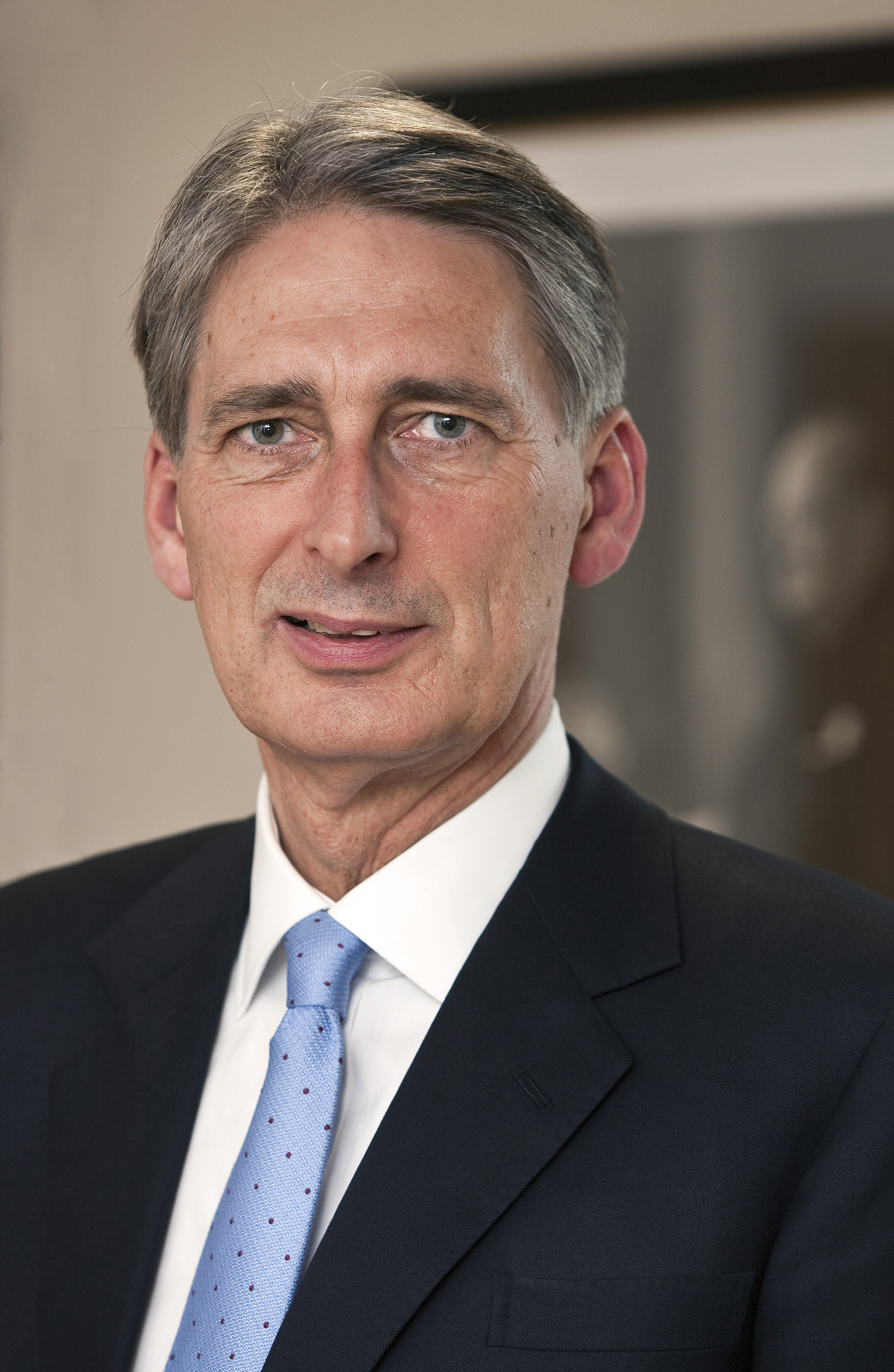
' Philip Hammond
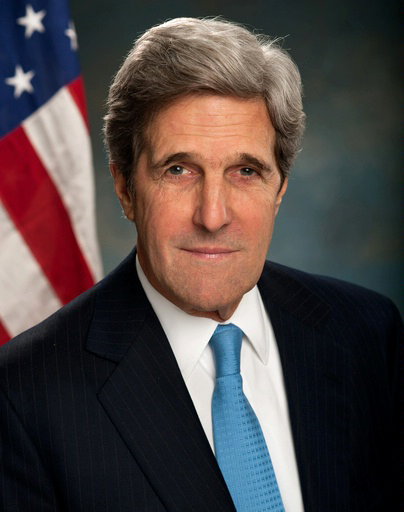
USA John Kerry

- China
Wang Yi
- França
Laurent Fabius
- Alemanha
Frank-Walter Steinmeier
- União Europeia
Federica Mogherini
- Irão
Mohammad Javad Zarif
- Rússia
Sergey Lavrov
- Reino Unido
Philip Hammond
- Estados Unidos
John Kerry

## Reações

### Países do acordo
- China - O Ministro de Relações Exteriores Wang Yi afirmou que "a mais importante conquista do acordo é garantia da não-proliferação nuclear internacional. Pode ser dito que a China desempenhou um papel singular e construtivo e, portante, é altamente elogiada e afirmada por todas as partes."[carece de fontes?]

- União Europeia - Alto Representante da União para os Negócios Estrangeiros e a Política de Segurança Federica Mogherini, que atuou como coordenadora dos poderes envolvidos, afirmou que o acordo poderia "abrir caminho para um novo capítulo nas relações internacionais e mostra que diplomacia, coordenação e cooperação podem superar décadas de tensões e confrontos". Por sua vez, o Presidente do Conselho Europeu Donald Tusk parabenizou os países envolvidos na negociação e afirmou que o acordo "seria um ponto favorável nas relações entre o Irã e a comunidade internacional". [carece de fontes?]

### Outros países
- Santa Sé - A Santa Sé aplaudiu e comemorou o acordo, afirmando em comunicado oficial: "O acordo sobre o programa nuclear iraniano é visto como uma luz positiva pela Santa Sé."[carece de fontes?]